# 互恵通商協定法
互恵通商協定法（ごけいつうしょうきょうていほう、英語: Reciprocal Tariff Act）は、アメリカ合衆国の法律。正確には、単独の法律ではなく1930年関税法を改正する法律である。

## アメリカ合衆国建国から1930年関税法までの通商協定
アメリカ合衆国の歴史において建国以来、関税の変更は議会が主導し、大統領の役割は議会の立法に対する拒否権の行使に限られていた。しかし19世紀末から散発的に、大統領に他国との関税協定締結を通じた交渉の権限が付与されるようになった。例えば1890年のマッキンレー法はアメリカ商品への不平等、不当な関税を課す国へ追加的関税を賦課する権限を大統領に付与し、ジェイムズ・G・ブレイン国務長官の主導下で1891 - 1892年で16の互恵協定が締結された。1897年にはディングレー関税法が成立し、1907年までに幾つかの協定が大統領布告により施行されたが、関税引き下げを伴ういわゆるカッソン(Kasson)協定は上院の批准が必要となり、批准が得られず締結されなかった。

## 1934年互恵通商協定法による関税引き下げ権限
1930年に制定されたスムート・ホーリー法として知られる1930年関税法は、高率関税を農作物などに課すことで、農作物価格などの引き上げを図ったが、平均関税率は40パーセント前後にも達したことで、各国のアメリカへの輸出は伸び悩み、世界恐慌をより深刻化させることになった。これに対し、ルーズベルト政権下において制定された1934年互恵通商協定法は、議会が大統領へ一定の授権期間に限り、関税設定の権限を委譲し、大統領は1930年関税法の個々の関税率を、交渉相手国の関税引き下げや輸入制限撤廃を条件に、50%の範囲内で引き下げることが可能となった。すなわちアメリカの関税は、議会ではなく大統領（行政府）により、他国と互恵的に調整されるようになったのである。締結した貿易協定は上院承認を必要せず、議会が通商協定による関税の引下げを阻止するために、そのための立法を上下両院で議決し、更に大統領の拒否権を覆すために、上下両院の双方で3分の2以上の賛成を要することになり、事実上不可能になった。関税率を包括的に改正する法律は、1930年関税法を最後に制定されることはなくなった。関税は大統領による他国との二国間の「交渉による関税」となった。
1934年互恵通商協定法による授権は当初制定の日（1934年6月12日）から3年間とされた。のちに1937年、1940年、1943年、1945年と延長された。1934年の制定から1945年までの間に米国は、27か国と32本の互恵通商協定を締結した。更に関税及び貿易に関する一般協定の締結は、この互恵通商協定法に基づく権限により行われた。
1945年の延長による期限であった1948年6月11日までに延長法が制定されず、引下げ権限は一旦失効した。その後1949年11月26日に延長法が成立して1951年6月11日まで延長された。さらに1951年には、2年間延長となった。1953年においては一旦失効し、8月7日に成立した延長も1954年までの1年間であった。1954年の延長も1年であった。1955年には1958年6月30日まで延長された。1958年においてまた一旦失効したが8月20日に1961年6月30日まで延長する法律が成立した。
1961年まで断続的に更新された互恵通商協定法は、ガットにおける多角的貿易交渉及び新規加盟国と加盟交渉におけるアメリカ合衆国の関税引き下げの根拠となった。1961年に引下げ権限は失効するが、この年の11月にケネディ大統領が新たな関税引き下げ交渉（後にケネディラウンドと呼ばれるもの）を提唱し、これを受けて大統領に新たな関税引き下げ権限を与える1962年通商拡大法が制定され、1967年6月30日までの引下げ権限が大統領に付与された。
以後、ガット（後にWTO）におけるラウンドやFTA交渉はその都度の立法において非関税措置の交渉権限を含む貿易促進権限として大統領へ付与されているが、関税引下げ権限は概ね、互恵通商協定法と類似した規定となっている。